# B–2 Spirit
A Northrop Grumman B–2 Spirit lopakodó nehézbombázó repülőgép, melyet az Egyesült Államokban fejlesztettek ki az 1990-es évek elejére. Az F–117-es hadrendbe állítása után kezdték el fejleszteni: a program célja a Rockwell B–1 Lancer kiegészítése volt. Ezzel a munkával a Northrop céget bízták meg, de a munkába bekapcsolódott a Boeing Aerospace és az LTV-Vought Aero Product Division is. A repülőgép kifejlesztésének összköltsége 23 milliárd dollár volt.

## Története
Folyamatos, szigorú titoktartás övezte a tervezést, egészen addig, míg 1988. április 20-án az USAF közzéadott egy, a gépet ábrázoló rajzot.
A hivatalos bemutató november 22-én történt, az első prototípus 1989. július 17-én repült. Összesen 135 gép építésére érkezett megrendelés, 120 gépnek hidrogénbomba hordozására is alkalmasnak kellett lennie. Végül 21 gép épült meg, ennek oka elsősorban a megváltozott nemzetközi politikai helyzet, másodsorban a repülőgép igen magas gyártási ára, ami elérte a 2,2 milliárd dollárt darabonként.

## Harctéri alkalmazása
A B-2-es első harci alkalmazása a koszovói háborúban történt 1999-ben, és ez a repülő dobta le az első JDAM "okos" GPS irányítású bombákat a háborúban.
A repülőgép szolgált Afganisztánban is, ahol a leghosszabb légi misszió is nevéhez köthető. Az iraki háború során 680 000 kg bombát dobott le, köztük 583 JDAM okos bombát is. 2011 márciusában bevetéseket teljesített a líbiai "no-fly" zónákban is.
2011 májusában az Osama bin Laden elleni légicsapást is ezzel a géppel kívánták végrehajtani Pakisztánban, de a várhatóan magas számú civil áldozatok miatt ezt az akciót törölték.
2017. január 18-án egy ISIS elleni akció során közel 100 milicistát ölt meg egy kiképzőtábor lebombázása során.

## A 21 B-2 összefoglalva
| légijármű-azonosító  | USAF-azonosító | formális név             | státusz                      |
| -------------------- | -------------- | ------------------------ | ---------------------------- |
| AV-1                 | 82-1066        | Spirit of America        | Aktív                        |
| AV-2                 | 82-1067        | Spirit of Arizona        | Aktív                        |
| AV-3                 | 82-1068        | Spirit of New York       | Aktív                        |
| AV-4                 | 82-1069        | Spirit of Indiana        | Aktív                        |
| AV-5                 | 80331          | Spirit of Ohio           | Aktív                        |
| AV-6                 | 82-1071        | Spirit of Mississippi    | Aktív                        |
| AV-7                 | 88-0328        | Spirit of Texas          | Aktív                        |
| AV-8                 | 88-0329        | Spirit of Missouri       | Aktív                        |
| AV-9                 | 88-0330        | Spirit of California     | Aktív                        |
| AV-10                | 88-0331        | Spirit of South Carolina | Aktív                        |
| AV-11                | 88-0332        | Spirit of Washington     | Aktív                        |
| AV-12                | 89-0127        | Spirit of Kansas         | 2008. február 23-án lezuhant |
| AV-13                | 89-0128        | Spirit of Nebraska       | Aktív                        |
| AV-14                | 89-0129        | Spirit of Georgia        | Aktív                        |
| AV-15                | 90-0040        | Spirit of Alaska         | Aktív                        |
| AV-16                | 90-0041        | Spirit of Hawaii         | Aktív                        |
| AV-17                | 92-0700        | Spirit of Florida        | Aktív                        |
| AV-18                | 93-1085        | Spirit of Oklahoma       | Aktív                        |
| AV-19                | 93-1086        | Spirit of Kitty Hawk     | Aktív                        |
| AV-20                | 93-1087        | Spirit of Pennsylvania   | Aktív                        |
| AV-21                | 93-1088        | Spirit of Louisiana      | Aktív                        |
| AV-22/AV-165 törölve |                |                          |                              |

## Jelen
A Spirit of Kansas 2008. február 23-án nem sokkal a guami felszállást követően lezuhant, a személyzet sikeresen elhagyta a gépet, ezek után azonban felszállási tilalommal sújtották a típust, amelynek feloldása 2008. április 23-án történt meg. A B-2 flotta ezzel 20 gépre fogyatkozott. A baleset oka a gépek Pitot-csövébe került víz volt, ami a felszállás előtt a csövek bekapcsolt fűtése miatt felforrt, így a felszállás alatt a berendezés a valósnál nagyobb sebességet mutatott, így a gép kis magasságon átesett.
- A Missouri államban lévő 509. bombázó ezred kötelékében szolgál 19 gép (Whiteman Air Force Base).
- Egy gép a 412. tesztelő ezredbe lett beosztva (Edwards Air Force Base).

## Képek

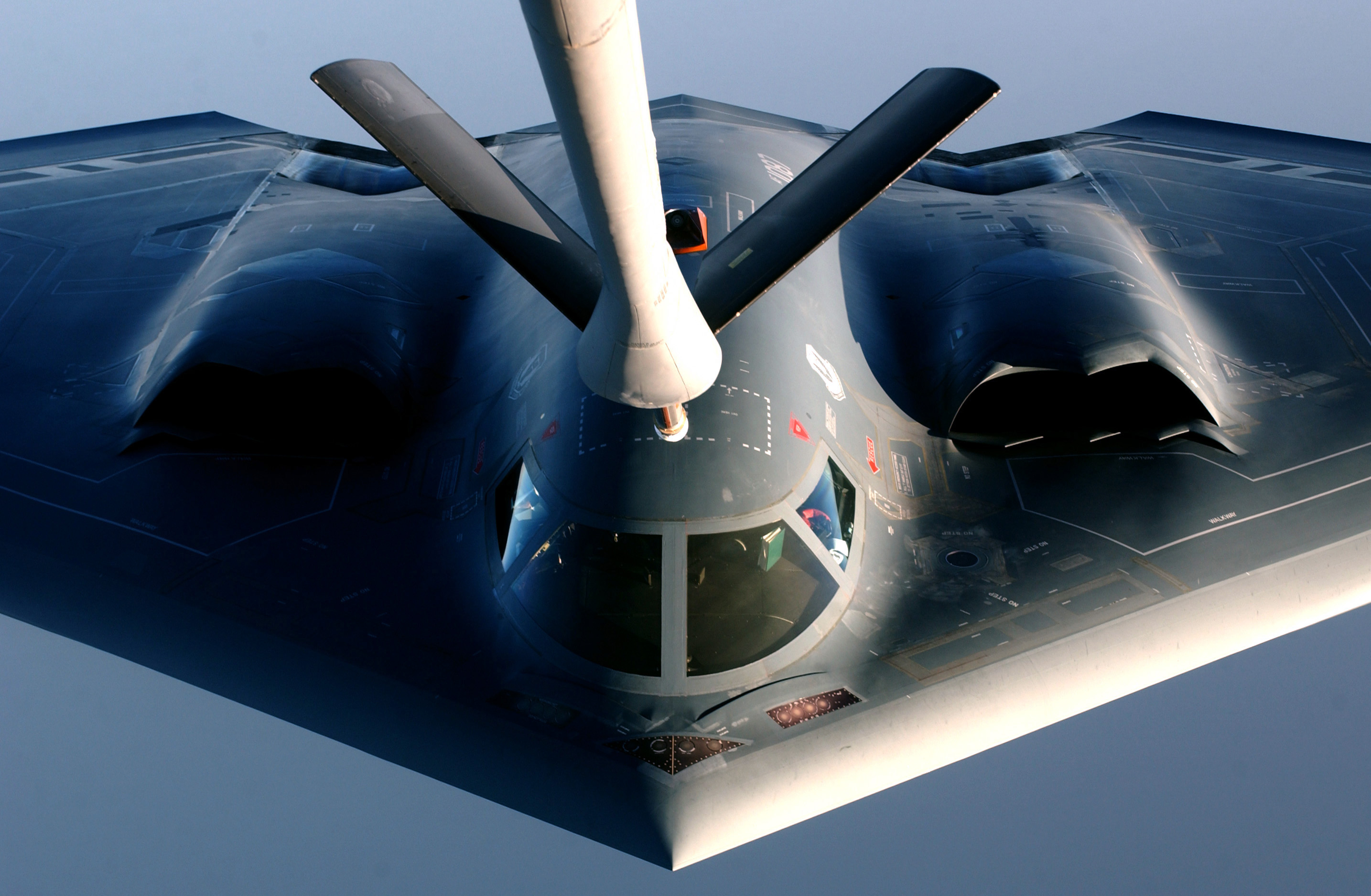
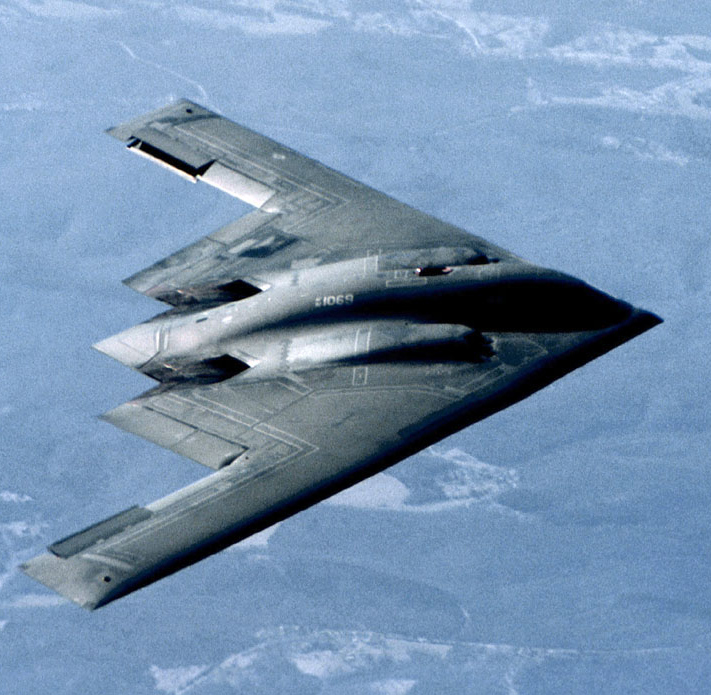
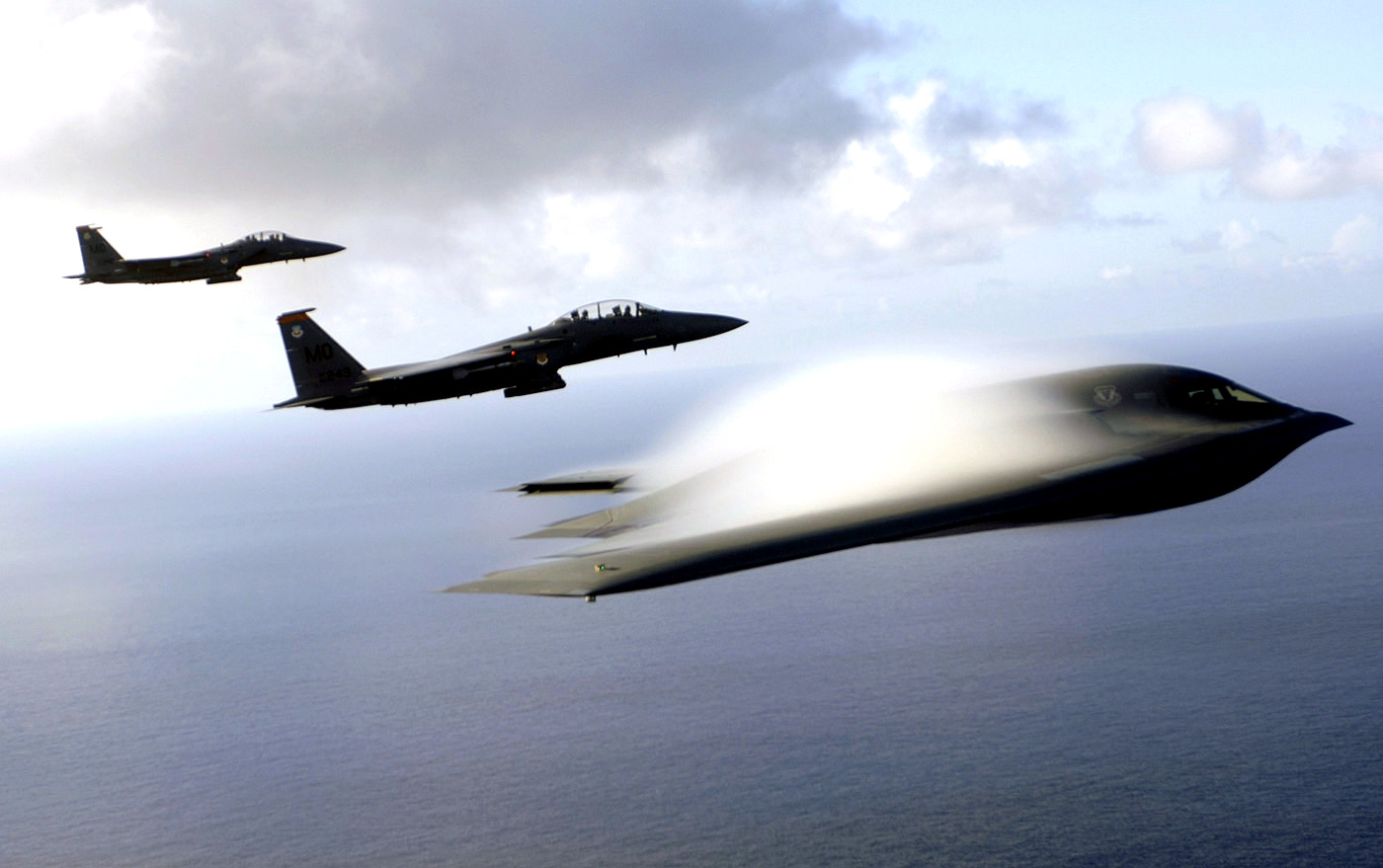